# Las Pilas, El Porvenir
Las Pilas är en ort i Mexiko.   Den ligger i kommunen El Porvenir och delstaten Chiapas, i den sydöstra delen av landet, 900 km sydost om huvudstaden Mexico City. Las Pilas ligger 2 913 meter över havet och antalet invånare är 529.
Terrängen runt Las Pilas är bergig västerut, men österut är den kuperad. Las Pilas ligger uppe på en höjd. Runt Las Pilas är det ganska tätbefolkat, med 83 invånare per kvadratkilometer. Närmaste större samhälle är El Porvenir de Velasco Suárez, 2,4 km väster om Las Pilas. I omgivningarna runt Las Pilas växer i huvudsak blandskog.